# Nathalia Timberg
Nathalia Timberg (Rio de Janeiro, 5 de agosto de 1929) é uma atriz brasileira. 
Sua carreira abrange mais de sete décadas no teatro, cinema e televisão. Graduada pela Escola de Belas Artes na Universidade Federal do Rio de Janeiro, iniciou sua trajetória nos palcos na década de 1950, participando de importantes montagens teatrais.
No teatro, destacou-se em peças como Senhora dos Afogados, A Cerimônia do Adeus, A Graça da Vida, O Pagador de Promessas, Meu Querido Mentiroso, A Morte do Caixeiro Viajante, Longa Jornada Noite A Dentro, O Jardim das Cerejeiras e Três Mulheres Altas. No cinema, participou de filmes como Viagem aos Seios de Duília (1964), Condenado à Liberdade (2000) e Vendo ou Alugo (2013). Na televisão coleciona inúmeros papéis memoráveis como Maria Helena de Juncal, de O Direito de Nascer, Juliana de A Sucessora, Cecília Spina de Ti Ti Ti, Celina Junqueira de Vale Tudo, Constância Eugênia de O Dono do Mundo, Emília de Éramos Seis, Idalina de Força de um Desejo, Yolanda Mendes de Celebridade, Bernarda Campos de Amor à Vida e Estela Marcondes de Babilônia.
Ao longo de sua carreira recebeu duas vezes o Prêmio Molière, um Prêmio APCA, um Troféu Mambembe, um Prêmio Shell, além de já ter sido condecorada com o Troféu Mário Lago.

## Carreira

### Década de 50: Início e primeiros trabalhos
Entre 1951 e 1954, fez o curso de formação de atores na escola francesa Education Par le Jeu Dramatique (EPJD), dirigida por Jean-Marie Conty, em Paris, com Jean-Louis Barrault, Etienne Decroux, Jacqueline Levant e Tania Balachova. Aos 25 anos, retornou ao Brasil e trabalhou na Companhia Dramática Nacional. Estreou profissionalmente na peça Senhora dos Afogados.
Dois anos depois, passou a integrar o Teatro Brasileiro de Comédia, em São Paulo. Permaneceu na companhia até 1962, atuando em peças como O Pagador de Promessas.
Também em 1956, iniciou sua carreira na televisão, participando do programa O Grande Teatro, da TV Tupi São Paulo. O teleteatro, passou a ser exibido pela TV Rio em 1963 e, dois anos depois, pela recém-criada TV Globo, e apresentava semanalmente encenações de clássicos da dramaturgia.

### Década de 60: sucesso no teatro e ingresso na televisão

Com Sérgio Britto em Meu Querido Mentiroso, no Teatro Carioca (1965)

Em 1964, ganhou seu primeiro Prêmio Molière, por sua atuação como a artista Beatrice Stella Campbell em Meu Querido Mentiroso. Voltaria a ganhar o mesmo prêmio em 1988, pela atuação na mesma peça. Além do Molière, também ganhou prêmios como o da APCA, o Governador do Estado de São Paulo, o Saci e o Mambembe, além de outros relacionados a sua atuação na TV.
Também naquele ano, viveu seu primeiro grande sucesso em telenovelas, na famosa O Direito de Nascer, exibida pela TV Tupi, onde interpretou a protagonista Maria Helena de Juncal.

Com Fernanda Montenegro e Maria Isabel de Lizandra em A Muralha (1968)

Na televisão, trabalhou em praticamente todas as grandes emissoras, mesmo sem assinar contrato com nenhuma delas. Começou na TV Globo em 1965, apresentando um quadro de crônicas no Tele Globo, primeiro telejornal da emissora. No final daquele ano, fez sua estreia em telenovelas da casa, protagonizando Um Rosto de Mulher. Depois, em 1966, pela TV Tupi, protagonizou a novela A Ré Misteriosa.
Dois anos depois, voltou a protagonizar uma novela na emissora, A Rainha Louca, onde interpretou a rainha Charlotte, um de seus grandes sucessos. Ainda em 1967, ao lado de Sylvan Paezzo, com quem foi casada durante 15 anos, criou em São Paulo o Circo do Povo, teatro popular construído numa lona de circo onde teve a experiência de encenar textos baseados na literatura de cordel. Em seguida, no ano de 1968, despontou em O Terceiro Pecado, como Anjo da Morte, que ordena a morte da protagonista vivida por Regina Duarte, e por último, em 1969, protagonizou a novela Vidas em Conflito, ambas pela TV Excelsior.

### Década de 70: novelas

Nathalia em uma cena de Editora Mayo, Bom Dia em 1971.

Na década de 1970, um dos raros períodos em que se dedicou mais à televisão do que ao teatro, podem ser destacadas as seguintes produções em que atuou: pela TV Tupi, esteve em As Bruxas, (1970), onde viveu a vilã Dagmar, Rosa dos Ventos (1973), na pele da antagonista Eleonora, e Divinas & Maravilhosas, também de 1973, em que viveu uma das três protagonistas, Haydée. Na Rede Record, protagonizou as novelas O Tempo Não Apaga e Quero Viver, ambas de 1972. Em 1978, na TV Globo, encarnou a vilã Juliana de A Sucessora. Teve também papel de destaque em dois teleteatros dirigidos por Antunes Filho, na TV Cultura: Vestido de Noiva de Nelson Rodrigues e Reveillon de Flávio Márcio.

Lílian Lemmertz, Rolando Boldrin, Nathalia e Sebastião Campos nos bastidores de Quero Viver, em 1972.

### Década de 80: popularização nacional
Nos anos 1980, trabalhou no Teatro dos Quatro, no Rio de Janeiro. Em 1987, por sua atuação em A Cerimônia do Adeus, recebeu o prêmio Mambembe de Melhor Atriz Coadjuvante. Na mesma época, associou-se a Wolf Maya na Virgo Produções Artísticas.
Ainda na década de 1980, integrou o elenco de várias produções dramatúrgicas, entre as quais, a novela Maria Stuart, exibida pela TV Cultura, em que deu vida a protagonista Rainha Elizabeth e Elas por Elas, como a enfermeira Eva, ambas de 1982.
Em 1984, atuou na minissérie Meu Destino É Pecar e, logo em seguida, transferiu-se para a Rede Manchete, vivendo a protagonista Marta na minissérie Santa Marta Fabril S.A, que lhe rendeu o Troféu APCA de Melhor Atriz de Televisão.
Na Globo, em 1985, integrou o elenco de Ti Ti Ti, interpretando Cecília Spina, uma mulher com problemas mentais que cria elegantes figurinos para suas bonecas.
Em 1986, de volta à Manchete, atuou em Novo Amor.
Já em 1988, em Vale Tudo, viveu Celina Aguiar Junqueira, irmã da grande vilã Odete Roitman, interpretada por Beatriz Segall.

### Década de 90: vilãs na teledramaturgia
Em 1990, participou da minissérie Desejo e ainda integrou o elenco de um dos maiores sucessos da antiga TV Manchete, a novela Pantanal. Na trama, interpretou Mariana Novaes, sogra de José Leôncio e avó materna de Joventino, protagonista da trama. De volta à TV Globo, atuou em tramas como O Dono do Mundo (1991), interpretando a vilã Constância Eugênia Barreto e De Corpo e Alma (1992), interpretando outra vilã, Nágila Pastore.
Em 1994, transferiu-se para o SBT, onde trabalhou no remake de Éramos Seis, vivendo Emília. Depois, fez uma rápida passagem pela Band, onde atuou na novela O Campeão, interpretando Mãezinha. Em 1997, na Globo, participou de Zazá, interpretando Tereza.
Em 1999, viveu mais um grande momento em sua carreira ao encarnar a maquiavélica Idalina Menezes de Albuquerque Silveira, em Força de um Desejo.

### Década de 2000: dedicação à televisão

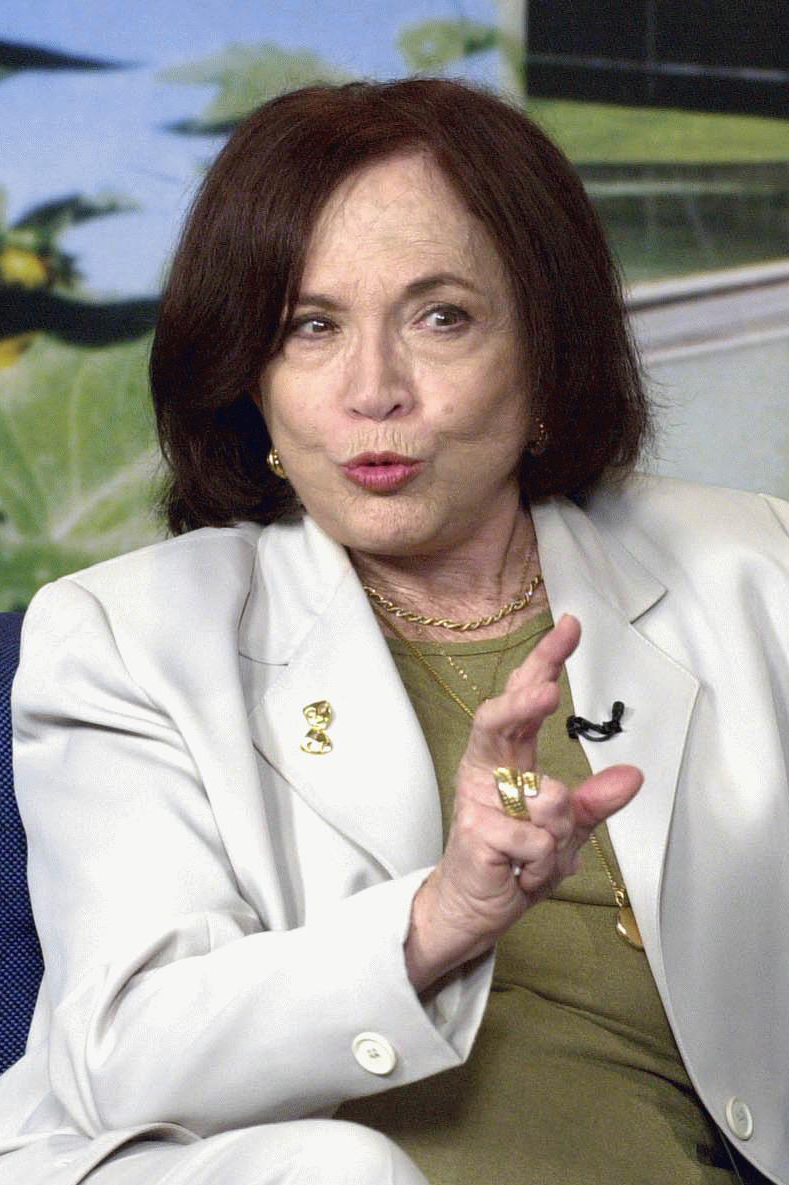
Nathalia em 2003

Em 2000, retornou à RecordTV, depois de 23 anos, para atuar como Marrita na novela Marcas da Paixão. Em seguida, de volta à Rede Globo, esteve presente em Porto dos Milagres, como a empregada Ondina.
Em 2002, marcou presença na minissérie O Quinto dos Infernos como Chuchu.
Em 2003, repetiu mais de uma de suas parcerias com o autor Gilberto Braga em Celebridade, interpretando Yolanda Mendes, mulher ambiciosa, de caráter fraco e duvidoso.
Em 2006 foi destaque na minissérie JK.
Já em 2008, trabalhou em mais uma minissérie, Queridos Amigos.

### Década de 2010
Em 2011, retornou à televisão na novela Insensato Coração na pele da rica matriarca Vitória Drummond. No ano de 2013, ganha destaque interpretando a ética Bernarda, de Amor à Vida, uma senhora solitária que vive um inusitado romance de meia idade com um médico. Em 2015, foi escalada para Babilônia, na qual interpretou Estela, que fez um casal homossexual com Fernanda Montenegro, no papel de Teresa. As duas atrizes protagonizaram três beijos, que não foram muito bem vistos pelas parcelas mais conservadoras, o que gerou um dos motivos para os baixos índices de audiência da trama. Em janeiro de 2016, foi homenageada com uma sala de espetáculos com seu nome no Rio de Janeiro. e em abril, na série Nomes da TV.  Em 2017, foi escalada para fazer uma pequena participação em O Outro Lado do Paraíso, interpretando Beatriz, uma senhora abandonada em um sanatório e que acaba morrendo envenenada. Em 2019, foi novamente escalada para fazer uma novela de Walcyr Carrasco, A Dona do Pedaço, interpretando Gladys, uma senhora da alta sociedade.

## Vida pessoal
Nathalia é judia, filha de mãe belga e pai holandês. Não teve filhos.
Foi casada durante quinze anos com o autor de telenovelas Sylvan Paezzo.

## Filmografia

### Televisão
| Ano     | Título                                  | Personagem                                         | Nota                                                  | Emissora          |
| ------- | --------------------------------------- | -------------------------------------------------- | ----------------------------------------------------- | ----------------- |
| 1956    | Grande Teatro Três Leões                | —                                                  | Episódio: "De Luto Vestiu-se Electra"                 | Rede Tupi         |
| 1956    | Grande Teatro Três Leões                | —                                                  | Episódio: "O Profundo Mar Azul"                       | Rede Tupi         |
| 1956    | Teatrinho Trol Tupi                     | —                                                  | Episódio: "A Bela Adormecida"                         | Rede Tupi         |
| 1956    | Teatrinho Trol Tupi                     | —                                                  | Episódio: "Pinheirinho do Natal"                      | Rede Tupi         |
| 1956–58 | Teleteatro GM                           | Vários personagens                                 |                                                       | Rede Tupi         |
| 1956–60 | Grande Teatro Tupi                      | Vários personagens                                 |                                                       | Rede Tupi         |
| 1960    | Noite de Teatro Walita                  | —                                                  | Episódio: "Crepúsculo"                                | Rede Tupi         |
| 1960    | Noite de Teatro Walita                  | —                                                  | Episódio: "Final de Ano"                              | Rede Tupi         |
| 1960    | Imitação da Vida                        | Elvira                                             |                                                       | RecordTV          |
| 1961    | Dulce, a Prostituta                     | Dulce                                              | Novela censurada                                      | TV Excelsior      |
| 1961–62 | Teatro Nove Excelsior                   | Vários personagens                                 |                                                       | TV Excelsior      |
| 1963    | Nathália Timberg e Você                 | Apresentadora                                      |                                                       | TV Excelsior      |
| 1963    | Coração do Rio                          | Apresentadora                                      |                                                       | TV Rio            |
| 1964    | O Desconhecido                          | Norma                                              |                                                       | RecordTV          |
| 1964    | O Direito de Nascer                     | Maria Helena de Juncal                             |                                                       | Rede Tupi         |
| 1965    | Tele Globo                              | Apresentadora                                      |                                                       | TV Globo          |
| 1965    | Um Rosto de Mulher                      | Elisa                                              |                                                       | TV Globo          |
| 1966    | A Ré Misteriosa                         | Elisa                                              |                                                       | Rede Tupi         |
| 1967    | A Rainha Louca                          | Imperatriz Charlotte do México                     |                                                       | TV Globo          |
| 1968    | A Muralha                               | Basília Olinto Góis                                |                                                       | TV Excelsior      |
| 1968    | O Terceiro Pecado                       | Diana / Anjo da Morte                              |                                                       | TV Excelsior      |
| 1969    | Sangue do Meu Sangue                    | Sarah Bernhardt                                    |                                                       | TV Excelsior      |
| 1969    | Vidas em Conflito                       | Cláudia                                            |                                                       | TV Excelsior      |
| 1969    | Dez Vidas                               | Bárbara Heliodora                                  |                                                       | TV Excelsior      |
| 1970    | As Bruxas                               | Dagmar / Olívia                                    |                                                       | Rede Tupi         |
| 1971    | Editora Mayo, Bom Dia                   | Maria do Carmo Mayo                                |                                                       | RecordTV          |
| 1971    | Quarenta Anos Depois                    | Cândida Molinari                                   |                                                       | RecordTV          |
| 1972    | O Tempo Não Apaga                       | Paula Bragança / Raquel                            |                                                       | RecordTV          |
| 1972    | Quero Viver                             | Júlia Amorim                                       |                                                       | RecordTV          |
| 1973    | Rosa dos Ventos                         | Eleonora                                           |                                                       | Rede Tupi         |
| 1973    | As Divinas... e Maravilhosas            | Haydée                                             |                                                       | Rede Tupi         |
| 1974    | Teatro 2 Cultura                        | Helena                                             | Episódio: "Vestido de Noiva"                          | TV Cultura        |
| 1974    | Teatro 2 Cultura                        | A Mãe                                              | Episódio: "Réveillon"                                 | TV Cultura        |
| 1975    | Escalada                                | Fernanda Soares                                    |                                                       | TV Globo          |
| 1977    | Caso Especial                           | Olívia                                             | Episódio: "O Copo de Cristal"                         | TV Globo          |
| 1977    | O Espantalho                            | Corina Monteiro Nascimento                         |                                                       | RecordTV          |
| 1978    | A Sucessora                             | Juliana                                            |                                                       | TV Globo          |
| 1979    | Aplauso                                 | Fátima                                             | Episódio: "Ao Meu Lado"                               | TV Globo          |
| 1979    | Aplauso                                 | Maria                                              | Episódio: "As Pequenas Raposas"                       | TV Globo          |
| 1979    | Cara a Cara                             | Renée Leblanc                                      |                                                       | Rede Bandeirantes |
| 1980    | Plantão de Polícia                      | Sônia                                              | Episódio: "Camisa de Força"                           | TV Globo          |
| 1981    | Plantão de Polícia                      | Celi                                               | Episódio: "O Herdeiro"                                | TV Globo          |
| 1981    | Obrigado, Doutor                        | Cleide                                             | Episódio: "Nascer ou Morrer"                          | TV Globo          |
| 1982    | Maria Stuart                            | Elizabeth                                          |                                                       | TV Cultura        |
| 1982    | O Pátio das Donzelas                    | Carolina                                           |                                                       | TV Cultura        |
| 1982    | Elas por Elas                           | Eva                                                |                                                       | TV Globo          |
| 1983    | Caso Verdade                            | Dulce                                              | Episódio: "Irmã Dulce"                                | TV Globo          |
| 1983    | Caso Especial                           | Ana                                                | Episódio: "A Pata do Macaco"                          | TV Globo          |
| 1984    | Meu Destino É Pecar                     | Consuelo Avelar                                    |                                                       | TV Globo          |
| 1984    | Santa Marta Fabril S.A.                 | Marta Lopes Aguiar                                 |                                                       | Rede Manchete     |
| 1985    | Ti Ti Ti                                | Cecília Spina (Tia)                                |                                                       | TV Globo          |
| 1986    | Novo Amor                               | Lígia Góes                                         |                                                       | Rede Manchete     |
| 1987    | Corpo Santo                             | Maria Rita Reski                                   |                                                       | Rede Manchete     |
| 1988    | Vale Tudo                               | Celina Junqueira                                   |                                                       | TV Globo          |
| 1990    | Pantanal                                | Mariana Braga Novaes                               |                                                       | Rede Manchete     |
| 1990    | Desejo                                  | Túlia                                              |                                                       | TV Globo          |
| 1991    | O Dono do Mundo                         | Constância Eugênia Barreto                         |                                                       | TV Globo          |
| 1992    | De Corpo e Alma                         | Nágila Pastore                                     |                                                       | TV Globo          |
| 1993    | Mulheres de Areia                       | Juíza Áurea                                        | Episódios: "29–31 de julho"                           | TV Globo          |
| 1994    | Éramos Seis                             | Emília Campos                                      |                                                       | SBT               |
| 1995    | Cara & Coroa                            | Suzy                                               | Episódio: "24 de julho"                               | TV Globo          |
| 1996    | O Campeão                               | Ana Maria Corrêa (Mãezinha)                        |                                                       | Rede Bandeirantes |
| 1997    | Zazá                                    | Teresa Vasconcelos                                 |                                                       | TV Globo          |
| 1998    | Você Decide                             |                                                    | Episódio: "A Pílula"                                  | TV Globo          |
| 1999    | Você Decide                             |                                                    | Episósio: "O Tesouro da Juventude"                    | TV Globo          |
| 1999    | Força de um Desejo                      | Idalina Menezes de Albuquerque Silveira            |                                                       | TV Globo          |
| 2000    | Marcas da Paixão                        | Maria Rita Brumm (Marrita)                         |                                                       | RecordTV          |
| 2001    | Porto dos Milagres                      | Ondina dos Anjos                                   |                                                       | TV Globo          |
| 2002    | O Quinto dos Infernos                   | Madame Xuxu                                        | Episódio: "28 de janeiro"                             | TV Globo          |
| 2003    | Celebridade                             | Yolanda Mendes                                     |                                                       | TV Globo          |
| 2006    | JK                                      | Querubina Rosa Marcondes de Sá, Baronesa do Tibagi |                                                       | TV Globo          |
| 2006    | Páginas da Vida                         | Hortência Miranda de Almeida Vilela Arruda         |                                                       | TV Globo          |
| 2008    | Queridos Amigos                         | Esther Rosemberg                                   |                                                       | TV Globo          |
| 2008    | Negócio da China                        | Augusta Dumas                                      |                                                       | TV Globo          |
| 2010    | A Princesa e o Vagabundo                | Betine                                             | Especial de fim de ano                                | TV Globo          |
| 2010    | A Vida Alheia                           | Duquesa Albertine de Nóbrega                       | Episódio: "Noblese Oblige"                            | TV Globo          |
| 2011    | Insensato Coração                       | Vitória Drummond                                   |                                                       | TV Globo          |
| 2013    | Amor à Vida                             | Bernarda Campos Rodriguez                          |                                                       | TV Globo          |
| 2015    | Babilônia                               | Estela Marcondes Amaral                            |                                                       | TV Globo          |
| 2017    | O Outro Lado do Paraíso                 | Beatriz de Sá Junqueira                            |                                                       | TV Globo          |
| 2019–21 | Sessão de Terapia                       | Alice Barone                                       | Temporada 4–5                                         | GNT               |
| 2019    | A Dona do Pedaço                        | Gladys Mantovani                                   |                                                       | TV Globo          |
| 2023    | Fernanda e Nathalia: Amigas de uma Vida | Ela mesma                                          |                                                       | Viva              |
| 2023    | Fuzuê                                   | Jacira Machado (Dona Jaci)                         | Episódio: "22 de setembro" Episódio: "30 de setembro" | TV Globo          |

### Cinema
| Ano  | Título                      | Personagem       |
| ---- | --------------------------- | ---------------- |
| 1959 | Ravina                      | (apenas voz)     |
| 1964 | Viagem aos Seios de Duília  | Adélia           |
| 1965 | Society em Baby-Doll        | Mulher suburbana |
| 1968 | O Homem Que Comprou o Mundo | Rainha Louca     |
| 1976 | Fruto Proibido              | Ângela           |
| 1988 | Dedé Mamata                 | Avó              |
| 1999 | Contos de Lygia             | Esposa           |
| 2000 | Condenado à Liberdade       | Irene            |
| 2013 | Vendo ou Alugo              | Maria Eudóxia    |

Documentários
| Ano  | Título                                   |
| ---- | ---------------------------------------- |
| 1961 | America Di Notte                         |
| 2011 | Flávio Rangel - O Teatro na Palma da Mão |
| 2015 | Em Três Atos                             |
| 2018 | O Cravo e a Rosa, documentário           |
| 2021 | Zimba                                    |

## Teatro[25]
Em mais de sessenta anos de carreira, participou de dezenas de espetáculos teatrais, interpretando de tudo: da clássica tragédia grega à comédia de boulevard, dos musicais a espetáculos de vanguarda. Sempre ao lado de grandes nomes, do elenco à direção. A seguir, alguns de seus grandes sucessos:
| Ano           | Título                                                | Autoria                        | Direção                           | Notas                                                     |
| ------------- | ----------------------------------------------------- | ------------------------------ | --------------------------------- | --------------------------------------------------------- |
| 1942          | Gata Borralheira                                      | —                              | Olavo de Barros                   |                                                           |
| 1948          | A Dama da Madrugada                                   | Alejandro Casona               | Esther Leão                       |                                                           |
| 1949          | O Pai                                                 | August Strindberg              | Esther Leão                       |                                                           |
| 1950          | Quebranto                                             | Coelho Neto                    | Esther Leão                       |                                                           |
| 1954          | Senhora dos Afogados                                  | Nelson Rodrigues               | Bibi Ferreira                     | Estreia profissional; com Maria Fernanda e Sônia Oiticica |
| 1954          | As Casadas Solteiras                                  | Martins Pena                   | José Maria Monteiro               | com Maria Fernanda e Sônia Oiticica                       |
| 1954          | Os Cinco Fugitivos do Juízo Final                     | Dias Gomes                     | Bibi Ferreira                     |                                                           |
| 1956          | A Casa de Chá do Luar de Agosto                       | John Patrick                   | Maurice Vaneau                    | com Ítalo Rossi                                           |
| 1956          | O Sedutor                                             | Diego Fabbri                   | Eugenio Kusnet                    |                                                           |
| 1957          | Nossa Vida com Papai                                  | Howard Lindsay e Russel Crouse | Gianni Ratto                      | com Fernanda Montenegro e Fernando Torres                 |
| 1957          | Rua São Luiz 27 8º Andar                              | Abílio Pereira de Almeida      | Alberto D'Aversa                  | com Fernanda Montenegro e Ítalo Rossi                     |
| 1957          | Os Interesses Criados                                 | Jacinto Benavente              | Alberto D'Aversa                  | com Fernanda Montenegro e Ítalo Rossi                     |
| 1958          | Rua São Luiz 27 8º Andar                              | Abílio Pereira de Almeida      | Alberto D'Aversa                  | com Fernanda Montenegro e Ítalo Rossi                     |
| 1958          | Um Panorama Visto da Ponte                            | Arthur Miller                  | Alberto D'Aversa                  | com Fernanda Montenegro e Ítalo Rossi                     |
| 1958          | Pedreira das Almas                                    | Jorge de Andrade               | Alberto D'Aversa                  | com Fernanda Montenegro e Ítalo Rossi                     |
| 1958          | A Muito Curiosa História da Virtuosa Matrona de Éfeso | Guilherme Figueiredo           | Alberto D'Aversa                  | com Fernanda Montenegro e Leonardo Villar                 |
| 1959–60       | O Anjo de Pedra                                       | Tennessee Williams             | Geraldo Queirós e Benedito Corsi  |                                                           |
| 1960          | O Pagador de Promessas                                | Nelson Rodrigues               | Flávio Rangel                     | com Leonardo Villar e Cleyde Yáconis                      |
| 1960          | A Semente                                             | Gianfrancesco Guarnieri        | Flávio Rangel                     | com Leonardo Villar e Cleyde Yáconis                      |
| 1960          | Um Gosto de Mel                                       | Shelagh Delaney                | Benedito Corsi                    | com Leonardo Villar                                       |
| 1960          | Um Panorama Visto da Ponte                            | Arthur Miller                  | Alberto D'Aversa                  | com Leonardo Villar                                       |
| 1961          | Almas Mortas                                          | Nikolai Gogol                  | Flávio Rangel                     | com Cacilda Becker e Cleyde Yáconis                       |
| 1961          | A Escada                                              | Jorge de Andrade               | Flávio Rangel                     | com Carmem Silva e Cleyde Yáconis                         |
| 1961          | Le Bel Indifférent                                    | Jean Cocteau                   | Jean-Luc Descaves                 |                                                           |
| 1962          | Le Fantôme de Marseille                               | —                              | —                                 |                                                           |
| 1962          | Oito Mulheres                                         | Robert Thomas                  | —                                 |                                                           |
| 1964          | Antígona                                              | Sófocles                       | Antonio do Cabo                   | com Vanda Lacerda                                         |
| 1964          | Flor de Cactus                                        | —                              | —                                 |                                                           |
| 1966          | Meu Querido Mentiroso                                 | Jerome Kilty                   | Gianni Ratto                      | com Sérgio Britto                                         |
| 1970          | Os Ciúmes de um Pedestre                              | Martins Pena                   | —                                 |                                                           |
| 1972          | Os Amantes de Viorne                                  | Marguerite Duras               | Osmar Rodrigues Cruz              | com Sérgio Viotti                                         |
| 1972          | Alpha Beta                                            | Ted Whitehead                  | Antonio Ghigonetto                |                                                           |
| 1974          | Entre Quatro Paredes                                  | Jean-Paul Sartre               | Luís Sérgio Person                | com Lilian Lemmertz                                       |
| 1975          | Karla, Valeu a Pena?                                  | Pedro Bloch                    | Maurício Sherman                  |                                                           |
| 1977          | A Morte do Caixeiro Viajante                          | Arthur Miller                  | Flávio Rangel                     | com Paulo Autran                                          |
| 1979          | Investigação na Classe Dominante                      | —                              | —                                 |                                                           |
| 1980          | Longa Jornada Noite a Dentro                          | Eugene O'Neill                 | Roberto Vignati                   | com Mauro Mendonça                                        |
| 1982          | Ensina-Me a Viver                                     | Colin Higgins                  | Domingos Oliveira                 | com Henriette Morineau                                    |
| 1983          | Belas Figuras                                         | Ziraldo                        | Wolf Maya                         | com Jorge Dória                                           |
| 1985          | Assim é (Se lhe Parece)                               | Luigi Pirandello               | Paulo Betti                       | com Henriqueta Brieba, José Wilker e Lícia Magna          |
| 1987–1989     | A Cerimônia do Adeus                                  | Mauro Rasi                     | Paulo Mamede                      | com Antônio Abujamra, Monah Delacy e Yara Amaral          |
| 1988          | Meu Querido Mentiroso                                 | Jerome Kilty                   | Wolf Maya                         |                                                           |
| 1988          | Filumena Marturano                                    | Eduardo De Filippo             | Paulo Mamede                      | com José Wilker, Yolanda Cardoso e Yara Amaral            |
| 1989          | O Jardim das Cerejeiras                               | Anton Tchekhov                 | Paulo Mamede                      | com Sérgio Britto                                         |
| 1993          | Viagem a Forli                                        | Mauro Rasi                     | Mauro Rasi                        | com Antônio Petrin                                        |
| 1995          | Três Mulheres Altas                                   | Edward Albee                   | José Possi Neto                   | com Beatriz Segall e Marisa Orth                          |
| 1995          | Paixão                                                | Vários autores                 | Wolf Maya                         |                                                           |
| 1997          | No Fundo do Lago Escuro                               | Domingos Oliveira              | —                                 |                                                           |
| 1999          | Meu Querido Mentiroso                                 | Jerome Kilty                   | Wolf Maya                         |                                                           |
| 2001          | Conduzindo Miss Daisy                                 | Alfred Uhry                    | Bibi Ferreira                     | com Milton Gonçalves                                      |
| 2002          | Letti e Lotte                                         | Peter Shaffer                  | Bibi Ferreira                     |                                                           |
| 2003–04       | A Importância de ser Fiel                             | Oscar Wilde                    | Eduardo Tolentino de Araújo       |                                                           |
| 2004          | Paixão                                                | Vários autores                 | Wolf Maya                         |                                                           |
| 2004          | Melanie Klein                                         | Nicholas Wright                | Eduardo Tolentino de Araújo       |                                                           |
| 2006          | Off                                                   | —                              | —                                 |                                                           |
| 2007–08       | A Graça da Vida                                       | Trish Vradenburg               | Aimar Labaki                      |                                                           |
| 2010          | Sopro de Vida                                         | David Hare                     | Naum Alves de Souza               | com Rosamaria Murtinho                                    |
| 2014          | Tríptico Samuel Beckett                               | Samuel Beckett                 | Roberto Alvim                     |                                                           |
| 2016          | 33 Variações de Beethoven                             | Moisés Kaufman                 | Wolf Maya                         | com Lu Grimaldi                                           |
| 2017          | O que Terá Acontecido a Baby Jane?                    | Henry Farrell                  | Charles Möeller e Claudio Botelho | com Eva Wilma                                             |
| 2017          | Chopin ou O Tormento do Ideal                         | Philippe Etesse                | José Possi Neto                   |                                                           |
| 2018–22       | Através da Íris                                       | Cacau Hygino                   | Maria Maya                        | [ 26 ]                                                    |
| 2024–presente | A Mulher da Van                                       | Alan Bennet                    | Ricardo Grasson                   | [ 27 ]                                                    |

## Prêmios e indicações
| Ano  | Associações                         | Categoria                                  | Nomeações                 | Resultado | Ref    |
| ---- | ----------------------------------- | ------------------------------------------ | ------------------------- | --------- | ------ |
| 1966 | Troféu Imprensa                     | Melhor Atriz                               | O Direito de Nascer       | Indicada  | [ 28 ] |
| 1966 | Prêmio Molière                      | Melhor Atriz                               | Meu Querido Mentiroso     | Venceu    | [ 28 ] |
| 1967 | Troféu Imprensa                     | Melhor Atriz                               | A Rainha Louca            | Indicada  | [ 28 ] |
| 1969 | Troféu Imprensa                     | Melhor Atriz                               | O Terceiro Pecado         | Indicada  | [ 28 ] |
| 1970 | Troféu Imprensa                     | Melhor Atriz                               | Dez Vidas                 | Indicada  | [ 28 ] |
| 1985 | Prêmio APCA de Televisão            | Melhor Atriz                               | Santa Marta Fabril S.A.   | Venceu    | [ 28 ] |
| 1987 | Prêmio Mambembe                     | Melhor Atriz Coadjuvante                   | A Cerimônia do Adeus      | Venceu    | [ 28 ] |
| 1988 | Prêmio Molière                      | Melhor Atriz                               | Meu Querido Mentiroso     | Venceu    | [ 28 ] |
| 2002 | Prêmio Contigo! de TV               | Melhor Atriz Coadjuvante                   | Porto dos Milagres        | Indicada  | [ 28 ] |
| 2007 | Prêmio Qualidade Brasil             | Melhor Atriz de Teatro em Comédia          | A Graça da Vida           | Indicada  | [ 28 ] |
| 2010 | Prêmio Shell                        | Prêmio Especial                            | Conjunto da obra          | Venceu    | [ 28 ] |
| 2013 | Cine PE – Festival Audiovisual      | Melhor Atriz Coadjuvante em Longa-metragem | Vendo ou Alugo            | Venceu    | [ 28 ] |
| 2013 | Prêmio Guarani de Cinema Brasileiro | Melhor Atriz Coadjuvante                   | Vendo ou Alugo            | Indicada  | [ 29 ] |
| 2013 | Prêmio Quem de Televisão            | Melhor Atriz Coadjuvante                   | Amor à Vida               | Indicada  |        |
| 2014 | Prêmio APCA de Teatro               | Melhor Atriz                               | Tríptico Samuel Beckett   | Indicada  | [ 30 ] |
| 2014 | Prêmio Contigo! de TV               | Prêmio Especial                            | Conjunto da obra          | Venceu    |        |
| 2015 | Prêmio Faz Diferença – O Globo      | Segundo Caderno – Teatro                   | Conjunto da obra          | Venceu    | [ 31 ] |
| 2015 | Prêmio Rio Sem Preconceito          | Prêmio Especial de Atuação                 | Babilônia                 | Venceu    | [ 32 ] |
| 2016 | Prêmio Aplauso Brasil de Teatro     | Prêmio Especial                            | Conjunto da obra          | Venceu    | [ 33 ] |
| 2016 | Prêmio Cesgranrio de Teatro         | Prêmio Especial                            | Conjunto da obra          | Venceu    | [ 34 ] |
| 2016 | Prêmio Quem de Teatro               | Melhor Atriz                               | 33 Variações de Beethoven | Indicada  | [ 35 ] |
| 2018 | Troféu Mário Lago                   | Prêmio pelo Conjunto da Obra               | Contribuição com a Arte   | Venceu    |        |
| 2019 | Prêmio Bibi Ferreira                | Melhor Atriz em Peça de Teatro             | Através da Íris           | Indicada  | [ 36 ] |